# Ophidius
Ophidius is een geslacht van kevers uit de familie  
kniptorren (Elateridae).
Het geslacht is voor het eerst wetenschappelijk beschreven in 1863 door Candèze.

## Soorten
Het geslacht omvat de volgende soorten:
- Ophidius dracunculus Candèze, 1863
- Ophidius elegans Candèze, 1863
- Ophidius histrio (Boisduval, 1835)
- Ophidius vericulatus Neboiss, 1975